# 1199 dans les croisades
Cette page regroupe les évènements concernant les Croisades qui sont survenus en 1199 :
- 6 janvier : Léon II est sacré roi d'Arménie[1].
- 14 juin : Al-Afdhal et son frère Malik al-Zahir assiègent leur oncle  Al-Adel dans Damas[2].
- 5 octobre : une croisade est proclamée en Livonie[3].
- 24 novembre : une croisade est proclamée contre Markward d'Anweiler, régent du royaume de Sicile au nom de l'enfant Frédéric II[3].
- 28 novembre : au tournoi d'Ecry, de nombreux nobles prennent la croix (quatrième croisade)[3].
- Foulques de Neuilly prêche la quatrième croisade[1].